# Arda Turan
Arda Turan (* 30. Januar 1987 in Fatih in der Provinz Istanbul) ist ein ehemaliger türkischer Fußballspieler und heutiger -trainer.

## Karriere

### Im Verein

#### Galatasaray Istanbul
Arda Turan kommt aus der Jugend von Galatasaray Istanbul. In der Saison 2005/06 spielte er in der Rückrunde auf Leihbasis bei Manisaspor.
Zur Saison 2006/07 kehrte Turan zu Galatasaray zurück. In den Champions-League-Qualifikationsspielen schoss er zwei Tore gegen Mladá Boleslav und bereitete drei weitere vor. Nach dem Hinspiel wurde er von Fußballexperten in ganz Europa gelobt und wurde durch seine Tore und Vorlagen in der türkischen Liga zum Stammspieler im Verein und auch in der türkischen Nationalmannschaft, in der er am 16. August 2006 debütiert hatte.
In der Saison 2006/07 wurde er zum besten jungen Spieler der türkischen Liga gewählt. In der Saison 2007/08 hatte Turan mit sieben Toren und 14 Vorlagen maßgeblichen Anteil am Gewinn des Meistertitels. Am 33. Spieltag erzielte er beim 5:3 gegen den Meisterschaftskonkurrenten Sivasspor einen Hattrick und öffnete somit den Weg zur Meisterschaft. Daraufhin wurde sein Vertrag vorzeitig um ein weiteres Jahr verlängert.
Zur Saison 2009/2010 wurde er zum Kapitän der Mannschaft ernannt und trägt seitdem die Rückennummer 10. In der Saison 2010/11 enttäuschte seine Mannschaft und erreichte nur den achten Platz. Turan war wegen einer Adduktorenverletzung über die Hälfte der Spielzeit verletzt. Während Medien und Teile der Fangemeinde ihm „Lustlosigkeit“ vorwarfen, verdichteten sich gegen Ende der Saison Transfervermutungen, die jedoch unbestätigt blieben. Turan selbst hatte sich zuvor offen für Wechselabsichten gezeigt, jedoch nichts bestätigt oder dementiert.

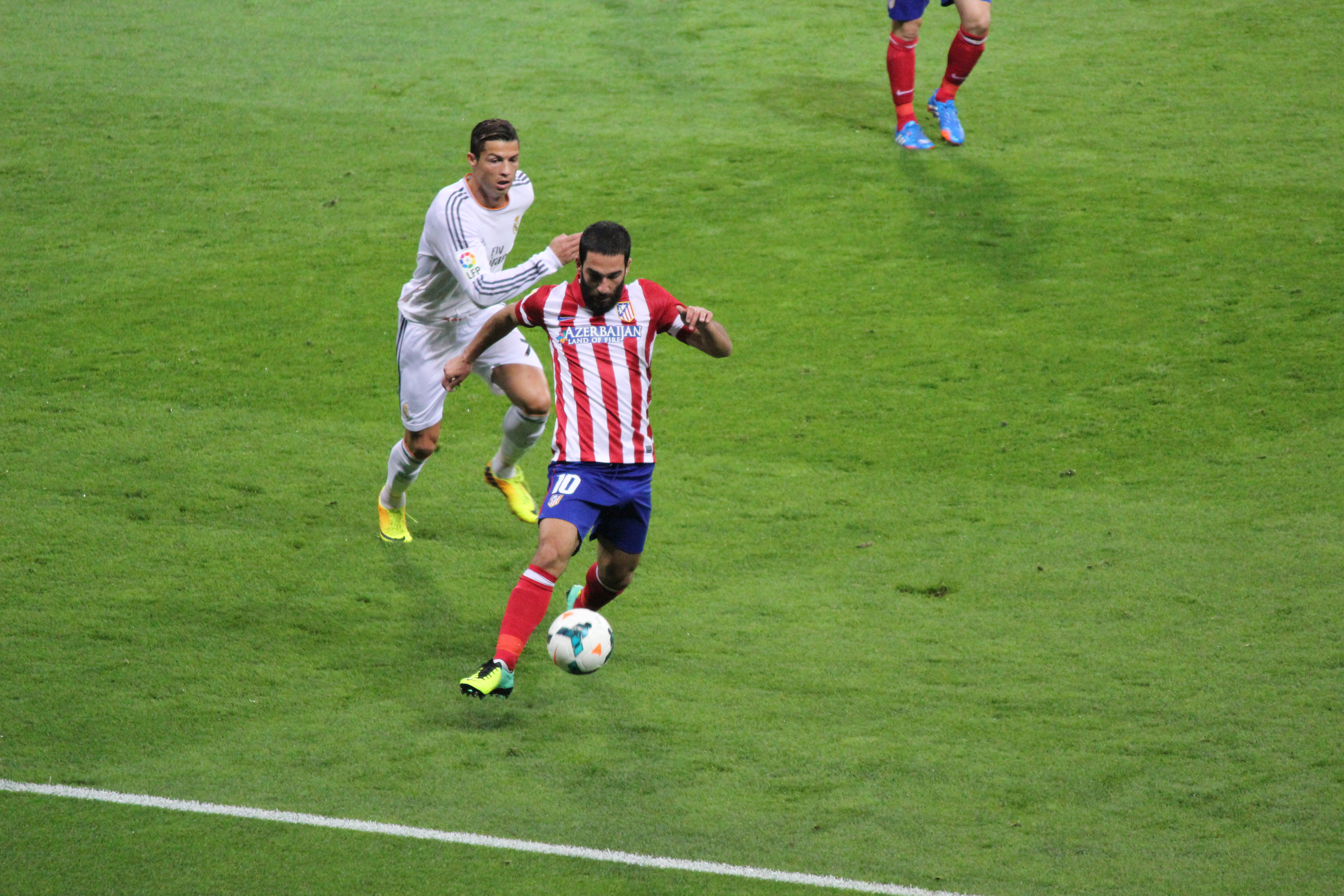
Arda Turan am Ball (2013)

#### Atlético Madrid
Zur Saison 2011/12 wechselte Turan für eine Ablösesumme von 12 Millionen Euro und einer möglichen Zusatzablöse von 1 Million Euro zu Atlético Madrid. Bei einer Rückkehr in die Türkei hat Galatasaray Istanbul ein Transfervorrecht. Am zweiten Spieltag der Primera División debütierte er im Heimspiel gegen CA Osasuna im Dress von Atlético Madrid. Am 30. November 2011 erzielte Turan sein erstes Tor für Atlético Madrid in der UEFA Europa League im Spiel gegen Celtic Glasgow. Er erzielte am 22. April 2012 beim 3:1-Sieg gegen Espanyol Barcelona innerhalb von zwei Minuten zwei Tore.
Turan gewann mit Atlético die Europa League 2012. Im Finale gegen Athletic Bilbao, das 3:0 endete, bereitete er ein Tor vor. Ende August 2012 gewann Turan mit Atlético den UEFA Super Cup 2012. Im Endspiel setzte sich Atlético gegen FC Chelsea mit 4:1 durch, wobei die Vorlage zum zwischenzeitlichen 3:0 an Falcao von ihm vorbereitet wurde. Im September 2013 verlängerte er seinen Vertrag bei den Rojiblancos vorzeitig bis 2017 und es beinhaltete eine festgeschriebene Ablösesumme von 41 Millionen Euro.
Am 30. April 2014 im Halbfinalrückspiel der UEFA Champions League 2013/14 erzielte Turan den 3:1-Endstand und -Auswärtssieg gegen FC Chelsea und besiegelte somit den Einzug Atlético Madrids wieder ins Finale eines Europapokals seit 1974, welches sie im Mai 2014 gegen den Stadtrivalen Real Madrid verloren.

#### FC Barcelona
Zur Saison 2015/16 wechselte Turan zum FC Barcelona. Er unterschrieb am 7. Juli 2015 einen Fünfjahresvertrag bis zum 30. Juni 2020 und kostete 34 Millionen Euro Ablöse, die sich erfolgsabhängig um 7 Millionen Euro erhöhen kann. Der FC Barcelona hatte die Option, Turan bis zum 20. Juli für 90 Prozent der Ablöse an Atlético Madrid zurück zu verkaufen. Dadurch sollten die Interessen einer möglichen neuen Vereinsführung gewahrt werden, die am 18. Juli 2015 gewählt wurde. Bereits einige Tage vor den Wahlen einigten sich die vier Präsidentschaftskandidaten auf einen Verbleib Turans und die Option blieb ungenutzt. Aufgrund einer verhängten Transfersperre in der Sommertransferperiode 2015 durfte Turan – wie sein Teamkollege Aleix Vidal – erst mit Beginn der Wintertransferperiode am 4. Januar 2016 registriert und eingesetzt werden. Er war daher nicht Teil des Kaders, der im Dezember 2015 die Klub-Weltmeisterschaft in Japan gewann. Turan debütierte schließlich am 6. Januar 2016 beim 4:1-Heimsieg im Achtelfinal-Hinspiel der Copa del Rey gegen Espanyol Barcelona im Trikot des FC Barcelona. Sein Ligadebüt erfolgte drei Tage später beim 4:0-Heimsieg gegen den FC Granada.

#### Rückkehr in die Heimat
Nachdem Turan in der Saison 2017/18 auf noch keinen Einsatz gekommen war, kehrte er am 13. Januar 2018 in seine Heimat zurück und schloss sich bis zu seinem Vertragsende beim FC Barcelona am 30. Juni 2020 auf Leihbasis Istanbul Başakşehir an. Der FC Barcelona erhielt sich durch dieses Modell die Möglichkeit, die Transferrechte an Turan während der Leihe an einen anderen Klub zu veräußern. Am 32. Spieltag wurde Turan wegen einer Tätlichkeit an einem Schiedsrichterassistenten sowie Drohgebärden gegen den Hauptschiedsrichter des Feldes verwiesen und für 16 Spiele gesperrt sowie zusätzlich zur Zahlung einer Geldstrafe von umgerechnet 7600 Euro verpflichtet. Bis zum Ende der Süper-Liga-Saison 2017/18 kam Turan 11-mal in der Liga zum Einsatz (7-mal von Beginn) und erzielte 2 Tore.
In der Saison 2018/19 absolvierte Turan nach dem Ablauf seiner Sperre am 10. Spieltag seinen ersten Saisoneinsatz. Er kam auf 14 Einsätze (8-mal von Beginn) ohne eigenen Torerfolg. In der ersten Hälfte der Saison 2019/20 folgten 9 weitere Einsätze (2-mal von Beginn) ebenfalls ohne Torerfolg. Anfang Januar 2020 löste Başakşehir die Leihe auf. Turan kehrte allerdings nicht nach Barcelona zurück, sondern hielt sich privat fit. Sein Vertrag lief am 30. Juni 2020 förmlich aus. Zur Saison 2020/21 kehrte Turan zu Galatasaray Istanbul zurück und unterschrieb einen Einjahresvertrag. Am 19. März 2021 kam Turan gegen Çaykur Rizespor zu seinem 200. Süper-Lig-Spiel. Während der Vorbereitung zur Saison 2021/22 wurde sein Vertrag bis zum Saisonende verlängert. Arda Turan gab am 12. September 2022 sein Karriereende bekannt.

### In der Nationalmannschaft
Turan debütierte für die Türkische Fußballnationalmannschaft im Freundschaftsspiel gegen Luxemburg am 16. August 2006. Während der Fußball-Europameisterschaft 2008 sorgte er für Aufsehen, als er im Vorrundenspiel gegen die Schweiz in letzter Minute ein Tor und gegen Tschechien einen Anschlusstreffer erzielen konnte. Im Halbfinale gegen Deutschland fehlte er aufgrund einer Gelbsperre. Er schoss insgesamt drei Tore, davon ein Elfmeter. Im WM-Qualifikationsspiel am 5. September 2009 gegen Estland schoss Turan das 3:2 für die Türkei; dieses Tor war das 600. Tor der türkischen Fußballnationalmannschaft. 
Bei der Fußball-Europameisterschaft 2016 in Frankreich wurde er in das türkische Aufgebot aufgenommen. In allen drei Partien der Vorrunde gehörte er zur Startaufstellung. Nach der Gruppenphase schied das Team aus. Nach einer verbalen und physischen Attacke auf einen Journalisten und einer daraufhin resultierenden Suspendierung trat Arda Turan am 6. Juni 2017 aus der türkischen Nationalmannschaft zurück. Im Sommer 2017 wurde Mircea Lucescu neuer Cheftrainer der türkischen Nationalmannschaft. Nach einem persönlichen Gespräch kehrte Turan wieder in die Nationalmannschaft zurück. Lucescu nominierte ihn für die WM-Qualifikationsspiele gegen die Ukraine und Kroatien. Am 6. Oktober 2017 bestritt er im vorletzten Spiel der Qualifikation für die WM 2018 sein 100. und bisher letztes Länderspiel. Durch die 0:3-Heimniederlage gegen Island hatten die Türken keine Chance sich für die WM zu qualifizieren.

## Trainerkarriere
Arda Turan begann seine Laufbahn als Cheftrainer im April 2023 beim Zweitligisten Eyüpspor, mit dem er in der Saison 2023/24 in die SüperLig aufstieg.
Seit Mai 2025 ist er Trainer von Schachtar Donezk.

## Erfolge

### Verein
- Galatasaray Istanbul (2005–2011)
  - Türkischer Pokalsieger: 2005
  - Türkischer Meister: 2008
  - Türkischer Supercupsieger: 2008
  - Bester Spieler der türkischen ersten Liga (Süper Lig): 2008, 2009

- Atlético Madrid (2011–2015)
  - UEFA-Europa-League-Sieger: 2012
  - UEFA-Super-Cup-Sieger: 2012
  - Spanischer Pokalsieger: 2013
  - Spanischer Meister: 2014
  - UEFA Champions League: Finalist 2014
  - Spanischer Supercup-Sieger: 2014 (ohne Einsatz)

- FC Barcelona (2015–2018)
  - Spanischer Meister: 2016
  - Spanischer Pokalsieger: 2016, 2017
  - Spanischer Supercup-Sieger: 2016

### Nationalmannschaft
- Türkische Mittelmeer-Auswahl
  - Mittelmeerspiele: Silber-Medaille 2005 in Almería, Spanien[27]

- Türkische A-Nationalmannschaft
  - UEFA-Europameisterschaft: Halbfinalist 2008 in Österreich und der Schweiz (3 Einsätze / 2 Tore)

### Als Cheftrainer
- Eyüpspor
  - Zweitliga-Meister und Aufstieg in die Süper Lig: 2024

## Trivia
- Zu Beginn der Saison 2010/11 sorgte er für Aufsehen, als er vor laufender Kamera die neuen pinken Trikots von Galatasaray teils mit Schimpfwörtern kritisierte.[28]
- Turan wurde in der Vergangenheit von den Medien kritisiert, sein intensives Nachtleben behindere seine professionelle Leistung. Turan dagegen dementierte dies und gab an, weder ein intensives Nachtleben zu führen noch Alkohol zu trinken oder an Glücksspielen teilzunehmen.[29]
- 2012 drehte er zusammen mit Paris Hilton einen Werbespot.
- Im Jahr 2014 trat er bei der türkischen Ausgabe der Sendung „The Voice“ auf.
- Turans Eltern kommen ursprünglich aus der westtürkischen Provinz Edirne, jedoch zogen sie vor der Geburt Arda Turans nach Istanbul.
- Mit der Ablöse von 34 Millionen Euro die der FC Barcelona an Atlético Madrid zahlte, wurde Turan zum teuersten Transfer der Geschichte des türkischen Fußballs.
- Am 11. März 2018 heiratete Turan in Istanbul im Distrikt Cubuklu Aslihan Dogan, wobei der türkische Präsident Recep Tayyip Erdoğan Trauzeuge war. Turan ist ein Anhänger Erdogans und seiner Partei AKP.[30][31]
- Im Oktober 2018 erhob die Staatsanwaltschaft nach einer tätlichen Auseinandersetzung mit dem Popsänger Berkay Şahin Anklage gegen Turan. Der Verein verhängte eine Geldstrafe in Höhe von 370.000 Euro gegen ihn.[32] Turan wurde im September 2019 vom Gericht zu zwei Jahren und acht Monaten auf Bewährung verurteilt worden.[33]
- Arda Turan ist Vater zweier Söhne (* 2018, * 2020).